# Bliesbruck
Bliesbruck é uma comuna francesa na região administrativa de Grande Leste, no departamento de Mosela. Estende-se por uma área de 10,88 km². Em 2010 a comuna tinha 1 039 habitantes (densidade: 95,5 hab./km²).